# 舞動全城
《舞動全城》，香港電視廣播有限公司製作的一套20集時裝溫情電視劇，由廖碧兒、馬浚偉、徐子珊及黎耀祥領銜主演，並由陳法拉、高鈞賢、姚嘉妮及黃長興聯合演出，監製為梁材遠。無綫電視曾於2006年舉辦一個同名的舞蹈比賽，勝出者可參演此劇。此劇在2010年9月2日於翡翠台上午11:45重播。

## 故事大綱
李心盈醉心舞蹈，畢生理想是成為一個出色的舞蹈表演者。在一次嘉年華會中，心盈遇上了同樣熱愛舞蹈的狄寶寶及他的兒子程嘉俊。寶寶目睹心盈的表演，驚為天人，邀請心盈到自己的舞蹈坊教舞，但心盈已報考香港舞蹈團，所以婉拒了寶寶的好意。應考當日，心盈重遇遭到意外的嘉俊，為人熱心的心盈立刻上前幫忙，卻不小心弄傷了自己，結果在面試中大失水準。但心盈沒有自怨自艾，反而認為自己仍有進步的空間，決心要到外國繼續進修舞技。
心盈與哥哥李力強相依為命，力強知道心盈想出國進修後即指自己早已儲了一筆錢，可給心盈作進修的費用。但心盈知道所住的單位仍未供斷，而力強暗戀同事遊琳琳已有一段日子，這筆錢是他準備與琳琳結婚用的老婆本。心盈不想成為力強的負擔，於是到寶寶的舞蹈坊擔當教師，希望靠自己的力量賺取進修的費用。
嘉俊是力強的下屬，二人一起喜洋洋飲品集團上班。公司成立已有數十年，主要售賣涼茶等傳統飲品，除了推出膠瓶裝飲品外，一直沒有求新，整間公司都洋溢著一種固守舊法的消極氣氛。
在所有員工都習慣懶散度日的時候，公司卻突然變天，太子女楊詩曼突然接管了整間公司。詩曼為人積極進取，為了向父親證明自己的工作能力，甫入主即進行大肆改革。眾員工反對詩曼的改革，而國權更自命為長輩，以漢滔的理念為藉口， 阻撓詩曼的一切提議。
寶寶建議心盈參加比賽，提升自己的眼界。在比賽過程中，嘉汶出盡法寶想令心盈出醜，但心盈卻樂觀積極地面對，表現得毫不介懷。喜洋洋飲品集團贊助了今次的舞蹈比賽，詩曼眼見心盈在比賽中受到嘉汶的攻擊卻不退縮，對她十分欣賞，二人惺惺相惜，成為好友。
嘉俊明白到自己過去的不是，開始作出改變。嘉俊從沒想過世上有如此積極樂觀、事事為人的女孩，更沒想過這樣的女孩會令自己也有所改變。嘉俊覺得心盈就是自己理想的伴侶，對心盈展開追求。
漢滔及妻子突然回港，中止詩曼的所有職務，並停止所有正在進行的計劃。詩曼覺得自己是一個有實力有才華的人，可是父親卻把自己當成嬌嬌女，並不信任她有獨立的能力。詩曼氣憤不已，與漢滔陷入冷戰。
詩曼在公司及感情上都不如意，大受打擊。一向單戀詩曼的上達於是在詩曼身邊給予支持。上達單戀詩曼已有一段日子，個性直率的他更曾不顧二人身份懸殊，向詩曼示愛。詩曼欣賞上達的率真，但對他沒有愛意，於是婉拒。上達一心一意喜歡詩曼，雖被拒絕，但在詩曼最需要人支持的時候，仍留在她身邊，令詩曼大受感動，心中泛起漣漪。
嘉俊與心盈四出參加比賽，二人極為合拍，在多個比賽中得到良好的排名。但詩曼重回公司後，愈來愈重用嘉俊，公司上下變得積極進取，嘉俊的工作量亦相應增加。嘉俊能夠用作練舞的時間愈來愈少，感到自己的舞技及不上心盈。嘉俊為了成全心盈的理想，勸她另找拍檔。

## 演員表

### 程家
| 演員   | 角色     | 關係/暱稱 |
| 陳曼娜 | 程狄寶寶 | Bobo 程嘉俊、程嘉汶之母 第十七集被Amanda故意踩跛左腳，後康復 参见程狄宝宝舞蹈坊                                                      |
| 馬浚偉 | 程嘉俊   | 狄寶寶之子 程嘉汶之兄 李心盈之欢喜冤家，后为男友兼比赛舞伴（第十六、二十集） 李力強之好友 鄭國權之针对对象 参见喜洋洋饮品集团        |
| 陳法拉 | 程嘉汶   | Karmen 程狄寶寶之女 程嘉俊之妹 曹華倫之女友，后分手 针对李心盈 因错手把Amanda推下楼梯而被判入狱九個月（第二十集） 参见程狄宝宝舞蹈坊 |

### 李家
| 演員   | 角色   | 關係/暱稱 |
| 黎耀祥 | 李力強 | 李心盈之兄 暗恋游琳琳，后为夫 程家俊之好友 游上達之姐夫 鄭國權之针对对象 参见喜洋洋饮品集团                        |
| 廖碧兒 | 李心盈 | Samantha 李力強之妹 程嘉俊之欢喜冤家，后为女友 楊詩曼之好友 程嘉汶之针对对象 参见程狄宝宝舞蹈坊 参见喜洋洋饮品集团 |

### 楊家
| 演員   | 角色   | 關係/暱稱                                                                        |
| 郭 峰  | 楊漢滔 | Tom 陳蕙君之夫 楊詩曼之父 参见喜洋洋饮品集团                                     |
| 陳嘉儀 | 陳蕙君 | Lisa 楊漢滔之妻 楊詩曼之母                                                       |
| 徐子珊 | 楊詩曼 | Victoria 楊漢滔、陳蕙君之女 米迪生之女友，后分手 游上達之女友 参见喜洋洋饮品集团 |
| 胡 楓  | 楊 昇  | Patrick 楊詩曼之叔公 桂姐之男友（第二十集）                                      |
| 劉桂芳 | 桂 姐  | 管家 楊昇之女友（第二十集）                                                      |

### 游家
| 演員   | 角色   | 關係/暱稱                                                                             |
| 姚嘉妮 | 游琳琳 | Donna 游上達之姊 李力強之暗恋对象，后为妻 李心盈之大嫂 Bob之前女友 参见喜洋洋饮品集团 |
| 黃嘉樂 | 游上達 | 游琳琳之弟 李力強之舅 楊詩曼之男友 参见喜洋洋饮品集团                                 |

### 程狄宝宝舞蹈坊
| 演員   | 角色     | 關係/暱稱                                                                                              |
| 陳曼娜 | 程狄寶寶 | 舞蹈坊校長 参见程家                                                                                    |
| 陳法拉 | 程嘉汶   | 舞蹈坊教師 曹華倫之比赛舞伴（第五集） 后为Amanda之徒弟（第十七集） Andy之比赛舞伴（第二十集） 参见程家 |
| 廖碧兒 | 李心盈   | 舞蹈坊教師 米迪安之比赛舞伴（第五集） 程家俊之比赛舞伴（第十六、二十集） 参见李家                      |
| 黃長興 | 曹華倫   | Wallace 舞蹈坊教師 程嘉汶之比赛舞伴（第五集）兼男友，后分手                                            |
| 郭卓樺 | Simon    | 舞蹈坊學員 Nancy之比赛舞伴（第五、二十集）                                                             |
| 周家怡 | Nancy    | 舞蹈坊學員 Simon之比赛舞伴（第五、二十集）                                                             |
| 廖麗麗 | 雷 太    | 舞蹈坊學員 雷先生之夫兼比赛舞伴（第五集）                                                              |
| 曾慧雲 | 劉 太    | 舞蹈坊學員                                                                                             |
| 朱咪咪 | 朱 太    | 舞蹈坊學員                                                                                             |
| 梁葆貞 | 梁 太    | 舞蹈坊學員                                                                                             |
| 黃梓玮 | 陳 太    | 舞蹈坊學員                                                                                             |
| 黃鳳琼 | 李 太    | 舞蹈坊學員                                                                                             |
| 黃樂兒 | Tina     | 接待员                                                                                                 |

### 喜洋洋饮品集团
| 演員   | 角色   | 關係/暱稱                                                               |
| 郭 峰  | 楊漢滔 | 主席 参见杨家                                                           |
| 徐子珊 | 楊詩曼 | 行政总裁 参见杨家                                                       |
| 洋     | 鄭國權 | 攔路虎（李力强专用） 老臣子，后自动离职 针对李力强和程家俊 与羅茱迪有染 |
| 黎耀祥 | 李力強 | R&D经理，后负责生产部，后被革职 参见李家                                |
| 馬浚偉 | 程嘉俊 | R&D副经理，后升为经理并负责推广和宣传部 参见程家                        |
| 黃嘉樂 | 游上達 | R&D职员 参见游家                                                        |
| 王偉樑 | 金 輝  | R&D职员                                                                 |
| 张汉斌 | 朱志坚 | R&D职员                                                                 |
| 許文翹 | 何小龍 | R&D职员                                                                 |
| 趙樂賢 | 賢     | R&D职员                                                                 |
| 姚嘉妮 | 游琳琳 | 秘书 参见游家                                                           |
| 康 華  | 羅茱迪 | Judy 秘书，后被革职 与鄭國權有染                                        |
| 楊洛婷 | 杜穎妮 | Winnie R&D职员，后为秘书                                                |
| 蘇恩磁 | 黃姑娘 | 会计部职员                                                              |
| 陳嘉露 | Jessie | 接待员                                                                  |
| 傅劍虹 |        | 分店店长                                                                |
| 廖碧兒 | 李心盈 | 广告代言人（第九集） 参见程狄宝宝舞蹈坊                                 |
| 鍾志光 | 田廠長 | 廠长，后为副廠长（第十五集）                                            |

### 其他演員
| 演員   | 角色       | 關係/暱稱 |
| 高鈞賢 | 米迪生     | Dickson 米小敏之父 楊詩曼之男友，在第十四集被揭發於加拿大已婚后分手                                               |
| 葉翠翠 | Anita      | 米迪生之前妻 |
| 朱倚雯 | 米小敏     | 米迪生之女 |
| 劉玉翠 | 關愛萍     | Veronica 李心盈之朋友 李力强之相亲对象 喜欢程家俊（第二集）                                                       |
| 周志坤 | 周老師     | 著名拉丁舞老师（第三、十一、十六集）                                                                              |
| 羅天宇 | 怕羞仔     | 舞蹈比赛舞伴面試者（第四集）                                                                                      |
| 李鴻傑 | 雷先生     | Peter 雷太之夫兼比赛舞伴（第五集）                                                                                |
| 黃文標 | 私家偵探   | （第六、十四集）                                                                                                  |
| 沈可欣 | 模特儿     | （第六、九集） |
| 鄭健樂 | 健身室教练 | Bob之同事（第七集）                                                                                               |
| 羅天池 | 健身室教练 | Bob之同事（第七集）                                                                                               |
| 伍慧珊 | 虹         | 金辉之妻 （第八集）                                                                                               |
| 河國榮 | Ray        | 广告导演（第九集）                                                                                                |
| 王維德 | 急症室醫生 | （第九、十、十五集）                                                                                              |
| 郭德信 | 中醫師     | （第十集） |
| 蔡康年 | 司 儀      | （第十一、十六集）                                                                                                |
| 余子明 | 余 伯      | （第十二集） |
| 苏敏聪 | 家 明      | 剪彩嘉宾（第十二、十三集）                                                                                        |
| 彭冠中 | Kevin      | 家明之经理人（第十二集）                                                                                          |
| 潘晓彤 | 记 者      | （第十三集） |
| 楊瑞麟 | Chris Wong | 饮食业行家（第十四、十八、十九集）                                                                                |
| 梁健平 |            | 东方蜜语之职员（第十四集）                                                                                        |
| 冼灝英 | 老 冼      | （第十五集） |
| 黃澤鋒 | 鋒 哥      | （第十五集） |
| 陈安莹 | 田 太      | 田廠長之妻（第十五集）                                                                                            |
| 李日昇 |            | 田廠長之子（第十五集）                                                                                            |
| 鄧英敏 | 齊老闆     | 东方蜜语之老板（第十五集）                                                                                        |
| 裘卓能 | 醫 生      | （第十六集） |
| 王俊棠 | 恶 霸      | （第十六集） |
| 孫季卿 | 英 叔      | （第十六集） |
| 張麗雅 | Amanda     | 程狄宝宝之天敌 程嘉汶之师父（第十七集） 第十七集故意踩跛程狄寶寶之左腳 被程嘉汶错手推下樓梯而腳部瘫痪（第二十集） |
| 關浩揚 | Andy       | Amanda之徒弟 程嘉汶之比赛舞伴（第二十集）                                                                         |
| 黄长发 | 酒吧男子   | （第十八集） |
| 周寶霖 |            | 游上达之友（第二十集）                                                                                            |
| 陳良韋 | 齊助手     | |
| 王德基 | 齊助手     | |
| 莊迪生 | 莊         | |
| 張穎康 | 鋒         | |
| 祝文君 | 陳主席     | |
| 麥子樂 | 助 手      | |
| 馬寶東 | 洗         | |
| 林佳蓉 |            | |
| 邵卓堯 | 喜洋洋高層 | |

## 收視
以下為本劇於香港無綫電視翡翠台及广州地区之收視紀錄：
| 週次 | 日期                  | 香港     | 香港     | 广州    | 广州     | 广州    | 广州     | 广州  | 广州     | 广州                     |
| 週次 | 日期                  | 平均收視 | 最高收視 | CSM省网 | 单周最高 | CSM市网 | 单周最高 | 合计  | 单月收视 | AGB收视（15-34岁）       |
| ---- | --------------------- | -------- | -------- | ------- | -------- | ------- | -------- | ----- | -------- | ------------------------ |
| 1    | 2007年9月10日-9月14日 | 31點     | 33點     | 8.88    | 9.33     | 8.54    | 9.2      | 17.42 | 16.90    | 12.3（省网5.9、市网6.4） |
| 2    | 2007年9月17日-9月21日 | 30點     | 33點     | 8.46    | 9.05     | 7.32    | 8.56     | 15.78 | 16.90    | 12.9（省网6.4、市网6.5） |
| 3    | 2007年9月24日-9月28日 | 29點     |          | 9.27    | 10.48    | 8.23    | 9.8      | 17.50 | 16.90    | 12.7（省网6.5、市网6.2） |
| 4    | 2007年10月1日-10月5日 | 32點     | 36點     | 8.77    | 9.27     | 7.91    | 8.9      | 16.68 | 16.68    | 12.5（省网6.1、市网6.4） |

此劇平均收視為30.5點

## 製作特輯
本劇的製作特輯名為《舞動奇跡的誕生》，2007年9月9日(星期日)7:00於無綫電視翡翠台播出。介紹本劇的製作過程、花絮及各演員的拍攝感受。平均收視達20點。

## 獎項

### 2007年萬千星輝頒獎典禮
| 獎項           | 單位   | 結果 |
| -------------- | ------ | ---- |
| 最佳女配角     | 陳法拉 | 獲獎 |
| 飛躍進步女藝員 | 徐子珊 | 獲獎 |

## 參閱
- 舞動奇跡

## 外部連結
- 舞動全城 - TVBAnywhere 北美官方網站 （页面存档备份，存于）

## 作品的變遷
| 同事三分親 -2008年8月7日  |                                                   |                          |
| 上一套： 爸爸閉翳 -9月7日 | 翡翠台第二綫劇集（2007） 舞動全城 9月10日-10月5日 | 下一套： 奸人堅 10月8日- |
| 歲月風雲 -10月5日         | 歲月風雲 -10月5日                                 | 通天幹探 10月8日-        |

| 新加坡 新传媒电视U频道 星期一至五 22:00-23:00 | 新加坡 新传媒电视U频道 星期一至五 22:00-23:00 | 新加坡 新传媒电视U频道 星期一至五 22:00-23:00 |
| --------------------------------------------- | --------------------------------------------- | --------------------------------------------- |
|                                               | 舞動全城 （2010.06.03 - 2010.06.30）          |                                               |
| 敗犬女王 （2010.04.15 - 2010.06.02）          | 通天幹探 （2010.07.01 - 2010.08.20）          |                                               |

| 翡翠台中午劇集時段 星期一至五 11:45-12:40 | 翡翠台中午劇集時段 星期一至五 11:45-12:40 | 翡翠台中午劇集時段 星期一至五 11:45-12:40 |
| ----------------------------------------- | ----------------------------------------- | ----------------------------------------- |
|                                           | 舞動全城 （2010.09.02 - 2010.09.30）      |                                           |
| 秀才遇着兵 （2010.08.05 - 2010.09.01）    | 衝上雲霄 (2010.10.04 - 2010.11.29)        |                                           |

| 香港、 马来西亚、 新加坡 TVB星河频道 星期一至五 18:30 - 19:30 | 香港、 马来西亚、 新加坡 TVB星河频道 星期一至五 18:30 - 19:30 | 香港、 马来西亚、 新加坡 TVB星河频道 星期一至五 18:30 - 19:30 |
| ------------------------------------------------------------- | ------------------------------------------------------------- | ------------------------------------------------------------- |
|                                                               | 舞動全城 （2023年7月31日－2023年8月25日）                     |                                                               |
| 全院滿座 （2023年7月3日－2023年7月28日）                      | 熟男有惑 （2023年8月28日－2023年9月22日）                     |                                                               |